# Aybars Kartal Özson
Aybars Kartal Özson (* 18. Mai 2008 in Istanbul) ist ein türkischer Kinderdarsteller.

## Biografie
Özdon wuchs in Istanbul auf. Seine Familie stammt aus ursprünglich aus Bulgarien.  Sein Debüt gab er 2011 in der Fernsehserie Bir Çocuk Sevdim. Anschließend trat er 2012 in Das osmanische Imperium – Harem: Der Weg zur Macht auf.
Von 2013 bis 2015 wurde er für die Serie Aramızda Kalsın gecastet. Außerdem spielte Özdon 2016 in Kördüğüm mit. 2017 bekam er in dem Film Benim Babam Bir Melek eine Hauptrolle. Unter anderem war er 2020 in Hekimoğlu zu sehen. 2022 setzte er seine Karriere in Kuruluş Osman fort.

## Filmografie
Filme
- 2017: Benim Babam Bir Melek

Serien
- 2011–2012: Bir Çocuk Sevdim
- 2012–2013: Das osmanische Imperium – Harem: Der Weg zur Macht
- 2013–2015: Aramızda Kalsın
- 2015: Sen Benimsin
- 2016: Kördüğüm
- 2019: Vurgun
- 2020: Hekimoğlu
- 2022–2023: Kuruluş Osman

## Auszeichnungen
- 2016: İstanbul Gelişim Üniversitesi in der Kategorie „Bester Kinderdarsteller“[5]
- 2016: Yaşam Vakfı & Haçiko işbirliği in der Kategorie „Bester Kinderdarsteller“[6]